# فرانك إي. بيريتي
فرانك إي. بيريتي (بالإنجليزية: Frank E. Peretti)‏ (13 يناير 1951، ليثبريدج في كندا)؛ كاتِب مُتخصِّص في أدب الأطفال، سيناريست وروائي أمريكي. درس في جامعة كاليفورنيا.

## روابط خارجية
- فرانك إي. بيريتي على موقع IMDb (الإنجليزية)
- فرانك إي. بيريتي على موقع قاعدة بيانات الفيلم (الإنجليزية)